# Olivella parva
Olivella parva är en snäckart som beskrevs av T. S. Oldroyd 1921. Olivella parva ingår i släktet Olivella och familjen Olividae. Inga underarter finns listade i Catalogue of Life.